# A-Mei

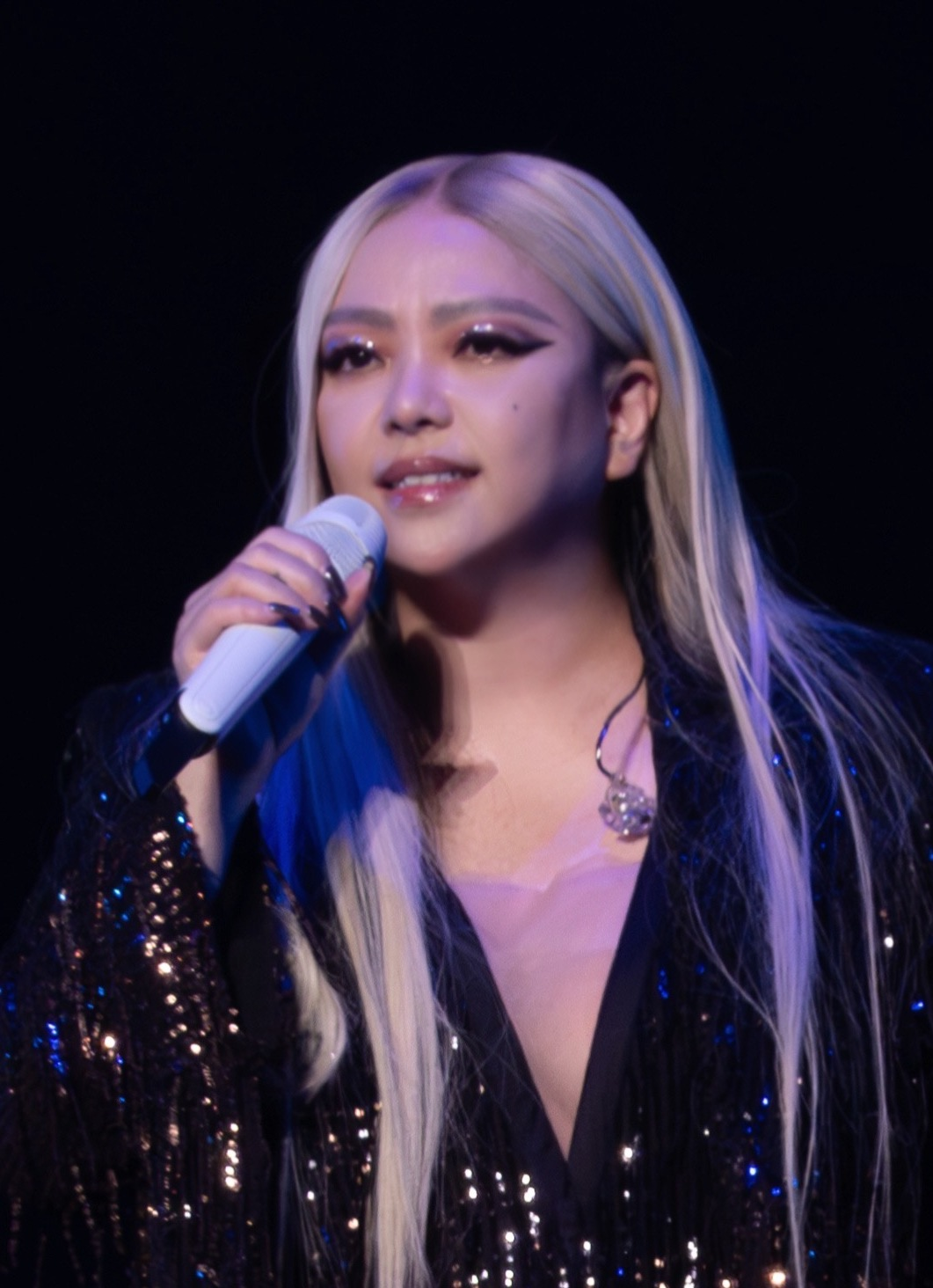
A-Mei auf einem Konzert (2024)

Chang Hui-mei (chinesisch: 張惠妹 Zhāng Huìmèi, Puyuma: Kulilay Amit, * 9. August 1972 in Beinan), bekannt unter ihrem Künstlernamen A-Mei (阿妹 Āmèi), ist eine taiwanische Popsängerin im Bereich des Mandopop. Gemessen an Verkaufszahlen ist sie eine der populärsten Sängerinnen Taiwans und in der gesamten chinesischsprachigen Welt bekannt.

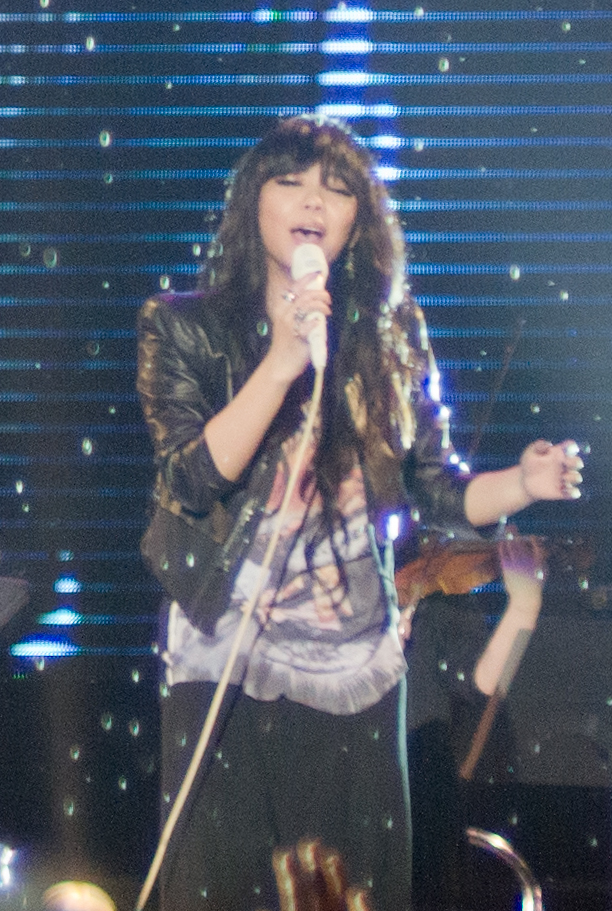
A-Mei (2010)

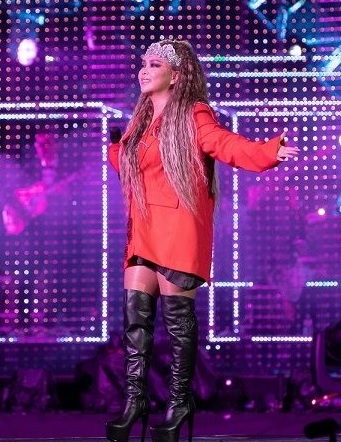
Auf einem Silvesterkonzert in Taipeh 2018

## Jugend
A-Mei wurde am 9. August 1972 im osttaiwanischen Beinan geboren. Sie gehört dem indigenen Volk der Puyuma an. Ihre bürgerlichen Namen sind Chang Hui-mei (張惠妹, chinesisch) und Kulilay Amit (Puyuma). Sie wuchs in einer Familie mit acht Geschwistern in ärmlichen Verhältnissen auf. Als Kind trainierte sie Taekwondo und fand Gefallen am Singen. Im Alter von 20 Jahren zog sie nach Taipeh, wo sie als Kellnerin und Verkäuferin arbeitete. Sie trat als Sängerin auf, gewann einen Gesangswettbewerb und wurde 1996 vom Label Forward Music (豐華唱片) unter Vertrag genommen.

## Karriere
Der Durchbruch gelang ihr im Jahr 1996 mit dem Album Sisters (姊妹), das über 1,2 Millionen Mal verkauft wurde. Im folgenden Jahr erschien ihr zweites Album Bad Boys. Mit 1,4 Millionen wurde es das erfolgreichste taiwanische Album der 1990er Jahre. Der kommerzielle Erfolg setzte sich in den folgenden Jahren fort.
Im Jahr 1998 ging A-Mei auf ihre erste Konzerttournee, die sie durch Taiwan, nach Hongkong und nach Singapur führte. Auf ihrer zweiten Tournee im darauffolgenden Jahr trat sie in Taiwan, Hongkong, Singapur, Malaysia und zum ersten Mal in der Volksrepublik China (Peking, Shanghai, Guangzhou und Kunming) auf.
Nachdem sie im Jahr 2000 bei der Amtseinführung des taiwanischen Präsidenten Chen Shui-bian die Nationalhymne gesungen hatte, wurde sie in der Volksrepublik China mit einem etwa einjährigen Auftrittsverbot belegt.
Im Jahr 2001 wechselte A-Mei zur Warner Music Group. Im selben Jahr sang sie auf der Eröffnungsfeier der 21. Sommer-Universiade in Peking. Im Dezember 2001 gab sie auf ihrer ersten Tour außerhalb Asiens sieben Konzerte in Kanada und den USA.
Im Jahr 2004 musste A-Mei ein Konzert im chinesischen Hangzhou absagen, nachdem protestierende Studenten sie bei einer Pressekonferenz als Unterstützerin der Taiwanischen Unabhängigkeit gebrandmarkt und Unterschriften gegen ihren Auftritt gesammelt hatten. Zudem blieb das neue Album Maybe Tomorrow (也許明天) mit niedrigen Verkaufszahlen weit hinter den Erwartungen zurück. Das Musikvideo zu dem darin enthaltenen Lied Love Is the Only Way (愛是唯一) wurde in China verboten, weil in ihm die Hochzeit eines homosexuellen Paares und Zärtlichkeit zwischen Männern gezeigt wurden.
Als Fürsprecherin der Akzeptanz gleichgeschlechtlicher Liebe und der Rechte homosexueller Paare fungierte A-Mei 2007 im Rahmen des 5. Taiwan Pride als erste Regenbogen-Botschafterin (彩虹大使) der Bewegung.
A-Mei stand in ihrer Karriere bei folgenden Labeln unter Vertrag: Forward Music (1996–2002), Warner Music (2002–2007), Gold Typhoon (2007–2009), EMI Group (2010–2014) und Universal Music Group (seit 2014).

## Internationale Tourneen
A-Mei unternahm zwischen 1998 und 2024 zehn internationale Konzerttourneen, hauptsächlich in Taiwan, China, Hongkong und Singapur, und darüber hinaus in Malaysia, Macau, Japan, Südkorea, Australien, Neuseeland, den Vereinigten Staaten und Kanada. In Europa trat sie in England, Spanien und Italien auf.

## Auszeichnungen
A-Mei wurde 2002, 2010 und 2015 als „Beste chinesischsprachige Sängerin“ mit dem Golden Melody Award (金曲獎) des taiwanischen Kulturministeriums ausgezeichnet. Mit 14 Nominierungen (Stand 2024) ist sie die Sängerin, die am häufigsten in die Auswahl für diese Auszeichnung kam.
Ihr Debütalbum Sisters erreichte auf einer im Rahmen einer landesweiten Befragung von Angehörigen der Musikszene erstellten Rangliste, die 2009 von der China Times herausgegeben wurde, in der Kategorie der besten taiwanischen Alben zwischen 1993 und 2005 den zehnten Platz von 100.

## Diskografie

### Studienalben
- 1996: Sisters (姊妹)
- 1997: Bad Boys
- 1997: You Make Me Free Make Me Fly! (妹力四射)
- 1998: Holding Hands (牽手)
- 1999: Can I Hug You, Lover? (我可以抱你嗎? 愛人)
- 2000: Regardless (不顧一切)
- 2001: Journey (旅程)
- 2001: Truth (真實)
- 2002: Fever (發燒)
- 2003: Brave (勇敢)
- 2004: Maybe Tomorrow (也許明天)
- 2006: I Want Happiness? (我要快樂)
- 2007: Star
- 2009: Amit (阿密特)
- 2011: R U Watching? (你在看我嗎?)
- 2014: Faces of Paranoia (偏執面)
- 2015: Amit 2 (阿密特 2)
- 2017: Story Thief (偷故事的人)

### Singles
- 1996: You Don't Want Anything (原來你什麼都不要), Sisters (姊妹), Release (解脫), Cut Love (剪愛)
- 1997: Bad Boy, Can't Cry (哭不出來), Whenever I Think About You (一想到你呀), Listen to the Sea (聽海), Crying Sand (哭砂)
- 1998: Blue Sky" (藍天), Holding Hands (牽手)
- 1999: Give Me Feelings (給我感覺), Don't Rub Salt in the Wound (別在傷口灑鹽), Can I Hug You (我可以抱你嗎), Three Days and Three Nights (三天三夜), I Want to Fly (我要飛)
- 2000: One Night Stand (一夜情), Before It's Too Late (趁早)
- 2001: Remember (記得), Truth (真實), Hate That I Love You (我恨我愛你)
- 2002: Understanding (知道), Cruelty (狠角色)
- 2003: Brave (勇敢), Why I Love You So Much (我為什麼那麼愛你), Fake It (假惺惺)
- 2004: Fire (火), Are You Well (你好不好), Maybe Tomorrow (也許明天)
- 2006: Hostage (人質), I Want Happiness (我要快樂)
- 2007: Have You Heard Lately? (如果你也聽說), A Moment (一眼瞬間, mit Jam Hsiao), Victoria's Secret (維多莉亞的祕密), You Do Love Me (你是愛我的)
- 2009: Disappear (掉了), Bold For My Love (好膽你就來), Rainbow (彩虹)
- 2011: My Dearest (我最親愛的), As Long As I Can Cry (還有眼淚就好)
- 2014: March (三月), Do You Still Want to Love Me (這樣你還要愛我嗎), Jump In (跳進來)
- 2015: Matriarchy (母系社會), A Bloody Love Story (血腥愛情故事)
- 2016: Shouldn't Be (不該, mit Jay Chou)
- 2017: Story Thief (偷故事的人), Full Name (連名帶姓), Left Behind (身後)
- 2018: Catfight (傲嬌, mit Eve Ai und Lala Hsu), Double Shadow (雙影, mit Sandy Lam)
- 2020: Slowly (緩緩)
- 2021: Equivalence Relation (對等關係, mit Li Ronghao)
- 2023: Parting Always Comes So Suddenly (離別總是那麼突然)